# Comuna Bahacika Perșa, Velîka Bahacika
Bahacika Perșa (în ucraineană Багачка Перша) este o comună în raionul Velîka Bahacika, regiunea Poltava, Ucraina, formată din satele Bahacika Perșa (reședința), Pușkareve, Semenivka și Șîroke.

## Demografie
Componența lingvistică a comunei Bahacika Perșa
     Ucraineană (99,64%)
     Alte limbi (0,36%)
Conform recensământului din 2001, majoritatea populației comunei Bahacika Perșa era vorbitoare de ucraineană (99,64%), existând în minoritate și vorbitori de alte limbi.